# Sebastian Sumelka
Bernd-Sebastian Sumelka (Vreden, 20 april 1989) is een Duits voetballer die als verdediger speelt.
Sumelka begon bij SpVgg Vreden voor hij in de Voetbalacademie van FC Twente terechtkwam. Daar speelde tot 2010 voor Jong FC Twente. Hierna ging hij naar 1. FC Magdeburg waarmee hij in de Regionalliga Nord speelde. In het seizoen 2011/12 komt hij uit voor FC Oss. In juni werd zijn contract niet verlengd door FC Oss en besloot hij om aan de slag te gaan in zijn geboorteland bij SC Wiedenbrück. In het seizoen 2015/16 speelde hij voor SC Roland Beckum in de Oberliga Westfalen. In de zomer van 2016 tekende hij een contract tot medio 2017 bij AS Calcio Kreuzlingen, uitkomend op het zesde niveau van Zwitserland.
Hij is een jongere broer van Tobias Sumelka die in het seizoen 1996/97 bij FC Twente speelde.
| Seizoen   | club             | Competitie         | Wedstrijden | Doelpunten |
| --------- | ---------------- | ------------------ | ----------- | ---------- |
| 2010/11   | 1. FC Magdeburg  | Regionalliga Nord  | 22          | 0          |
| 2011/12   | FC Oss           | Eerste divisie     | 23          | 0          |
| 2012−2015 | SC Wiedenbrück   | Regionalliga West  | 83          | 4          |
| 2015/16   | SC Roland Beckum | Oberliga Westfalen | 18          | 4          |
| Totaal    |                  |                    | 147         | 8          |

Bijgewerkt t/m 23 december 2016